# 신경주대학교
신경주대학교(新慶州大學校, Singyeongju University)는 경상북도 경주시에 위치한 사립 대학이다.

## 연혁
1987년 12월 12일, 학교법인 원석학원의 김일윤에 의하여 한국관광대학이 설립되었다. 이듬해 2월 20일 개교하였다. 1993년 3월 1일, 경주대학교로 교명을 변경하였다.
운영법인 회계 부정 등으로 정부 대학 평가에서 좋지 못한 성적을 거둔 뒤 학교와 법인의 운영이 어렵자 2022년 4월 서라벌대학교와 통합을 신청하여 2023년 4월, 교육당국에 의하여 통합 계획이 승인되었으며, 2024년 신경주대학교로 교명을 변경하고, 2024년 3월부터 통합 대학으로 운영된다.

## 교육편제

### 학부
신경주대학교는 문화관광·예술대학, 의료복지·스포츠대학, 미래산업공과대학 등 3대학, 5학부, 16학과, 14전공을 설치하고 학사 학위 과정을 교수하고 있다. 관광대학을 전신으로 하여 관광 계열 학과가 비교적 많이 설치되어 있고, 유네스코 지정 세계문화유산이 다수 위치한 경주시의 특수성으로 인해 문화재 관련 학과가 설치되어 있는 것이 특징이다.

### 대학원
신경주대학교의 대학원은 일반 1개원, 특수 1개원으로 구성한다. 일반대학원의 경우, 석사 3학과, 박사 2학과을 지원한다. 특수대학원으로 문화관광복지대학원이 설치되어 있다.

## 사건과 비판
이명박 정부부터 대학 구조조정 추진여파로 2011년과 2012년, 2013년 교육과학기술부로부터 정부재정지원제한대학으로 지정되였다. 2015년과 2016년, 대학구조개혁평가 결과 D등급을 받았고, 2017년에도 점검 결과 기 조치된 재정 지원 제한 중 일부 조치가 유지되었다. 2018년 실시된 대학기본역량진단 결과 재정지원제한대학에 선정된 바 있다.
2020년 학교법인 내 회계 부정으로 인하여 재정난이 발생하자 이를 타개하기 위해 같은 법인 내 서라벌대학교와 통합을 추진중이다. 2022년, 정부 재정 지원 제한 대학에 선정되어 정부 재정지원 사업 지원과 신청이 전면 중단되며, 이 학교의 신입생과 편입생은 한국장학재단의 국가장학금과 학자금 대출 신청을 할 수 없다.

## 캠퍼스 풍경
신경주대학교는 경상북도의 사립 대학으로, 효현동에 캠퍼스가 위치한다. 캠퍼스 서부가 태종로와 인접한다. 캠퍼스 내 9개 건축물이 위치하고 있다.